# Campagna delle Filippine (1944-1945)
La campagna delle Filippine (chiamata anche battaglia delle Filippine o liberazione delle Filippine) venne combattuta nell'ambito del fronte del Pacifico della seconda guerra mondiale dall'ottobre del 1944 al settembre del 1945 nell'omonimo arcipelago asiatico; la campagna vide affrontarsi le forze aeree, navali e terrestri degli Stati Uniti d'America (supportate da contingenti provenienti da altre nazioni Alleate come Australia e Messico, come pure da forze guerrigliere filippine) e dell'Impero giapponese (supportato dallo stato fantoccio da questi creato nelle Filippine, la Seconda Repubblica filippina).

## Prologo
Colonia statunitense già dal 1898, le Filippine erano state attaccate dai giapponesi nel dicembre del 1941, poco dopo l'inizio delle operazioni belliche sul fronte del Pacifico, e completamente occupate entro l'aprile del 1942. La campagna per la riconquista dell'arcipelago iniziò il 20 ottobre 1944 con lo sbarco delle forze americane a Leyte, e proseguì con alterne vicende fino alla resa del Giappone il 2 settembre 1945. Il generale MacArthur aveva abbandonato le Filippine pronunciando la frase "ritornerò", che aveva ricordato con volantini durante l'occupazione giapponese; al momento dello sbarco, le sue prime parole pronunciate sulla spiaggia di Leyte furono "Sono ritornato".

## Piani e forze dei due avversari

### Giappone
Le Filippine rappresentavano per il Giappone l'ultimo scudo della vitale rotta che dall'Indonesia portava il tanto prezioso carburante in patria e nelle altre zone dell'Impero: se l'arcipelago filippino cadeva, i rifornimenti via mare sarebbero cessati e l'intera macchina da guerra nipponica si sarebbe fermata.
Perciò l'ammiraglio Toyoda concepì a partire dal giugno 1944 il piano per la difesa delle Filippine (Sho-go, ovvero Operazione della vittoria). La parte essenziale fu sostenuta dalla marina, che mise in campo praticamente tutte le unità che ancora possedeva; queste furono divise in quattro distinte squadre, ognuna con un preciso compito:
- la flotta agli ordini dell'ammiraglio Ozawa doveva fungere da esca per attirare verso nord, lontano dal convoglio d'invasione, le navi della scorta. Per assolvere a questa missione gli furono affidate 4 portaerei, per rendere la sua formazione ancora più appetibile alle forze statunitensi. D'altronde, erano navi senza più valore tattico, perché i gruppi aerei imbarcati erano andati distrutti negli anni passati e i rimpiazzi erano inesperti. Questa era la parte più importante del piano e da essa sarebbero dipese le fasi successive;
- una seconda squadra, al comando dell'ammiraglio Kurita, aveva l'obiettivo di colare a picco tutte le navi americane impegnate a sbarcare i Marines e i rifornimenti. Comprendente diverse corazzate tra cui la temuta Yamato, il successo di tale forza d'urto dipendeva dalla scoperta della flotta di Ozawa e dall'effetto sorpresa;
- la formazione dell'ammiraglio Nishimura, proveniente dalle Indie Olandesi, avrebbe dovuto passare lo Stretto di Surigao per poi presentarsi a sud di Leyte e, insieme a Kurita, distruggere i mezzi da sbarco;
- la flotta agli ordini dell'ammiraglio Shima, proveniente dal territorio metropolitano del Giappone, si sarebbe incontrata con quella di Nishimura per appoggiarla nei combattimenti.

Il postulato su cui si basava l'offensiva simultanea di tali raggruppamenti navali era la precisione più assoluta, soprattutto tra le flotte di Shima e Nishimura e la velocità con cui Ozawa si sarebbe fatto avvistare dagli americani, distraendoli dal proteggere la loro forza anfibia.
A terra, l'esercito nipponico avrebbe opposto la consueta, strenua resistenza. Il settore era stato affidato al tenente generale Yamashita che disponeva della 16ª Armata, forte di 260 000 uomini, un centinaio di mezzi corazzati e circa 400 aerei: tali forze erano suddivise per tutto l'arcipelago.
I giapponesi erano dunque decisi a tutto pur di scongiurare la conquista americana delle Filippine, e fin dal 6 ottobre, grazie a delazioni sovietiche, seppero che l'arcipelago era il prossimo obiettivo degli Stati Uniti.

### Stati Uniti
Gli Stati Uniti avevano riunito la più grande flotta che si fosse finora vista nel Pacifico, ovvero la Task Force 38 del viceammiraglio William Halsey, enorme complesso di navi da guerra e da sbarco: in totale 28 portaerei, 20 corazzate, 30 incrociatori, 108 cacciatorpediniere, 22 sommergibili e dozzine di unità ausiliarie. Il corpo da sbarco era articolato nella 3ª e 7ª forze anfibie e contava circa 130 000 uomini; alle forze terrestri si aggiungeva la forza delle portaerei di scorta con i loro velivoli destinati a missioni di aerocooperazione con le truppe a terra.
Le campagne dall'agosto 1942 agli inizi del 1944 avevano respinto le forze giapponesi da molte delle loro basi isolane del Pacifico Meridionale e Centrale, isolando al contempo molte loro altre basi (soprattutto il bastione di Rabaul), e nel giugno 1944 una serie di sbarchi anfibi alleati, supportati dalla Fast Carrier Task Force della Quinta Flotta statunitense, riuscì a catturare le Isole Marianne Settentrionali. Ciò infranse il più interno degli anelli strategici di difesa del Giappone e diede agli Alleati una base da cui i bombardieri statunitensi a lungo raggio B-29 Superfortress potessero operare contro il Giappone. I giapponesi contrattaccarono nella Battaglia del Mare delle Filippine, nella quale la marina statunitense distrusse tre portaerei nipponiche e circa 600 aerei, lasciando la Marina imperiale giapponese virtualmente senza apparecchi trasportati da portaerei.
Per le operazioni successive, l'ammiraglio Ernest King e altri membri dello Stato Maggiore congiunto, suggerivano il blocco delle forze giapponesi nelle Filippine e l'attacco a Formosa, per dare agli Alleati il controllo delle rotte marittime tra il Giappone e l'Asia Meridionale. Il Generale Douglas MacArthur preferiva un'invasione delle Filippine, che giaceva anch'essa lungo le linee di rifornimento verso il Giappone. Inoltre lasciare le Filippine in mano ai Giapponesi sarebbe stato un colpo al prestigio statunitense visto che quel paese era stato sotto l'influenza statunitense dal 1898, e l'invasione giapponese era avvenuta nonostante un accordo di difesa ed assistenza militare che impegnava gli Stati Uniti verso le Filippine. Dal punto di vista personale poi la presenza giapponese nel paese era un affronto all'onore personale di MacArthur, che nel 1942 durante la battaglia di Bataan aveva pronunciato la famosa frase Ritornerò. Infine, la considerevole potenza aerea che i giapponesi avevano accumulato nelle Filippine, sia come aviazione dell'Esercito che come aviazione della Marina, era ritenuta troppo pericolosa per i movimenti navali Alleati da molti alti gradi esterni allo Stato Maggiore congiunto, compreso l'ammiraglio Chester Nimitz, per poter lasciare aerei e basi operative sulle isole a disposizione dei giapponesi. Tuttavia, i piani iniziali di Nimitz e MacArthur erano contrastanti. Quello di Nimitz era incentrato sull'invasione di Formosa, dato che questa poteva anche tagliare le linee di rifornimento verso il Sud-Est Asiatico. Formosa poteva anche servire da base per una invasione della Cina, che MacArthur reputava non necessaria. Un incontro tra MacArthur, Nimitz, e il Presidente Franklin Roosevelt servì a confermare le Filippine come obiettivo strategico, ma ebbe meno influenza di quanto si sia talvolta sostenuto, nella decisione finale di invadere le Filippine. Nimitz alla fine cambiò idea e concordò con il piano di MacArthur.
Forse la considerazione più decisiva contro il piano Cina-Formosa, come ipotizzato dall'ammiraglio King e da altri, fu che l'invasione di Formosa avrebbe richiesto una quantità di forze terrestri molto più grande di quelle disponibili nel Pacifico alla fine del 1944, e non sarebbe stata praticabile fin quando la sconfitta della Germania non avesse reso disponibili ulteriori divisioni Alleate per prestare servizio a oriente.
In ogni caso, nell'area Formosa - Filippine - isole Ryukyu - Giappone meridionale erano presenti oltre 1200 aerei da combattimento della Marina e dell'Esercito Imperiale (l'aviazione nipponica non esisteva come forza armata indipendente) che costituivano una seria minaccia per le forze navali Alleate; pertanto venne deciso dallo stato maggiore statunitense di eliminare o comunque ridimensionare questa minaccia, attuando dal 10 al 20 ottobre, a partire dalle portaerei di squadra della Task Force 38 (il braccio operativo della Terza flotta USA), una serie di attacchi contro le basi aeree di Formosa e delle Filippine in quella che venne chiamata Battaglia aerea di Formosa.

## Incursioni preparatorie
Il 21 settembre nutriti gruppi di aerei statunitensi partirono dalle portaerei a 230 chilometri dall'arcipelago per fiaccare le difese giapponesi. Al 23 settembre ben 405 velivoli nipponici erano stati distrutti o danneggiati sia al suolo sia in combattimento, mentre 103 navi di vario tonnellaggio furono affondate o gravemente danneggiate: tra gli attaccanti si ebbero solo 15 aerei abbattuti.
Circa un mese dopo, il 12 ottobre, fu riunita una task force per attaccare le installazioni e le forze giapponesi sull'isola di Formosa, che avrebbero potuto creare difficoltà all'invasione delle Filippine. La grande battaglia condotta dai gruppi imbarcati durò fino al 15 ottobre, quando 500 aerei nipponici erano stati distrutti sulle piste e 40 navi da guerra della marina imperiale erano state affondate; inoltre si ebbero gravi perdite tra i piloti, quasi tutti all'inizio della loro carriera bellica.

## Golfo di Leyte
La battaglia del Golfo di Leyte, chiamata anche battaglia per il Golfo di Leyte e precedentemente anche seconda battaglia del Mare delle Filippine, è generalmente considerata la più grande battaglia navale della seconda guerra mondiale ed anche, secondo alcuni parametri, la più grande battaglia navale della Storia.
È stata combattuta nelle acque vicino all'isola filippina di Leyte, dal 23 al 26 ottobre 1944, tra le forze aeronavali Alleate e le forze aeronavali dell'Impero Giapponese.
Il 20 ottobre 1944 le truppe statunitensi avevano invaso l'isola di Leyte, come parte di una strategia atta ad isolare il Giappone dalle nazioni che aveva occupato nel Sud-est asiatico e in particolare per sottrargli preziosi rifornimenti di carburante ed industriali. A seguito di quest'invasione, la Marina imperiale giapponese mobilitò la quasi totalità delle sue rimanenti unità navali maggiori, nel tentativo di ribaltare l'esito della battaglia, ma fu respinta dalla Terza e dalla Settima flotta della Marina degli Stati Uniti. La Marina Imperiale Giapponese fallì il proprio obiettivo e subì perdite ingentissime, non potendo più schierare, in seguito, una flotta di tali dimensioni. La maggioranza delle unità maggiori sopravvissute, a causa della scarsità di carburante disponibile, finì per rimanere inattiva presso le proprie basi per il resto della battaglia del Pacifico.
La battaglia del golfo di Leyte include quattro battaglie navali principali: la battaglia per il mare di Sibuyan, la battaglia dello Stretto di Surigao, la battaglia di Capo Engaño e la Battaglia presso Samar, oltre ad altre battaglie minori.
Questo scontro bellico è inoltre la prima battaglia in cui aerei giapponesi realizzarono degli attacchi organizzati con la tecnica kamikaze.

## Leyte, Manila e Corregidor

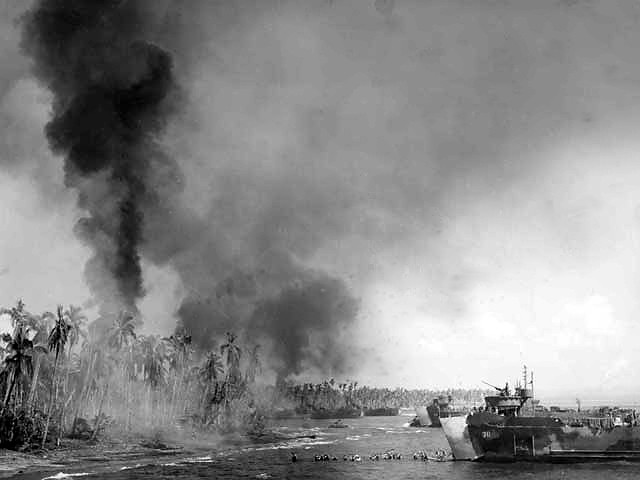
La prima ondata delle truppe statunitensi sbarca sulle spiagge di Leyte

Lo sbarco nelle Filippine (Operazione Roi II) avvenne alle 10:05 del 20 ottobre 1944, mentre gli americani bombardavano dal cielo e dal mare l'intero arcipelago e in particolare l'isola di Leyte, ove sbarcarono più di 100 000 uomini incontrando una resistenza disordinata.
L'avanzata americana proseguì fino al 7 novembre, quando si imbatté in forti difese giapponesi; la situazione dei nipponici era comunque grave e si tentò ogni modo per rifornire le truppe a Leyte, ma con risultati grami. La resistenza era però così accanita che gli americani ricorsero il 7 dicembre ad uno sbarco secondario vicino Ormoc per sbloccare la situazione, seguito da un altro il 20 presso Palompon, che scardinò infine le difese avversarie e permise la messa in sicurezza dell'isola.
In contemporanea ai combattimenti a terra l'enorme flotta statunitense fu fatta oggetto dei primi attacchi kamikaze, già verificatisi subito dopo la battaglia navale: il 7 dicembre, terzo anniversario dell'attacco di Pearl Harbor, il cacciatorpediniere Ward fu colpito da un aereo giapponese che lo fece affondare, e sorte analoga toccò al cacciatorpediniere Mahan, che ebbe anche 10 morti; nei giorni seguenti furono danneggiate la portaerei Cabot (36 morti), la corazzata Maryland (31 morti) e il cacciatorpediniere Aulick (32 morti).

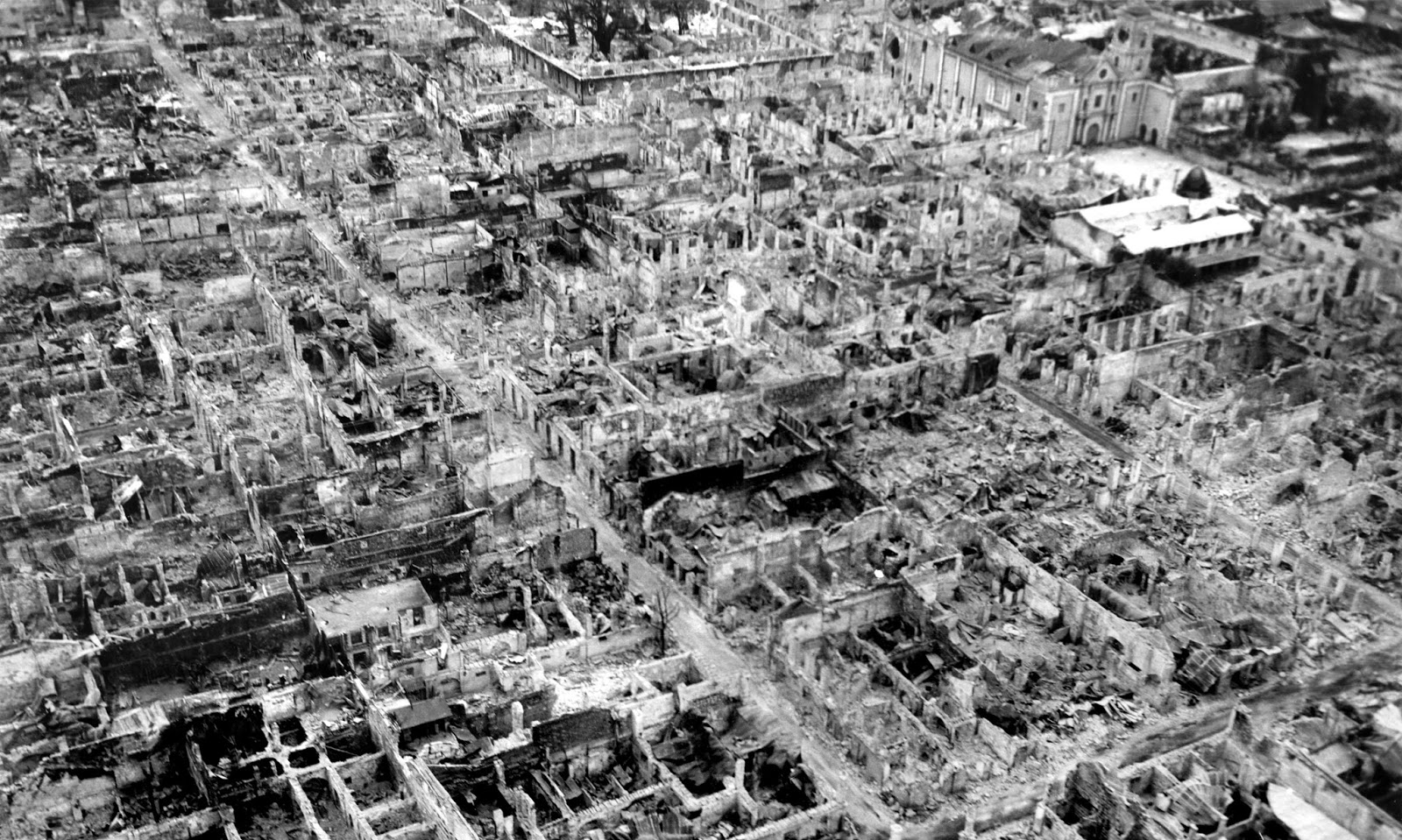
La capitale filippina Manila come si presentava nel maggio del 1945

Frattanto il 12 dicembre una vasta formazione statunitense, che navigava verso l'isola di Mindoro per conquistarla, fu fatta oggetto di un violento assalto aereo: l'incrociatore Nashville fu colpito dai piloti suicidi che provocarono 131 morti, e poco dopo altri 14 marinai furono uccisi quando un kamikaze si schiantò sul cacciatorpediniere Haraden. Respinti gli aerei giapponesi, lo sbarco avvenne con successo, ma lo scatenarsi improvviso di una tempesta causò l'affondamento di 3 cacciatorpediniere e la morte di 719 uomini. L'isola di Mindoro fu poi conquistata entro i primi giorni di gennaio 1945, dando agli americani il possesso di aeroporti che sostennero efficacemente e limitarono i danni alla 7ª flotta, incaricata della conquista di Luzon.
Il 3 gennaio 1945 un'altra grande flotta statunitense si staccò dal gruppo principale per passare da nord l'isola di Luzon e sbarcare nel golfo occidentale di Lingayen; durante il tragitto continui attacchi aerei giapponesi sia convenzionali, sia kamikaze, protrattisi fino al 13, provocarono danni più o meno gravi alle corazzate California e New Mexico, all'incrociatore pesante Australia e alla portaerei di scorta Manila Bay, oltre ad affondare l'Ommaney Bay, della stessa categoria: i morti furono 625 e le navi colpite 53.
Il 9 gennaio alle 09:00 e qualche minuto truppe statunitensi per complessivi 60 000 uomini sbarcavano nel golfo di Lingayen, poco contrastate dai giapponesi che si attestarono nel nord-est. La strada per Manila era aperta: il 29 reparti di Marines mettevano piede nel nord della penisola di Bataan, il 31 avveniva un lancio di paracadutisti a sud della capitale, le forze sbarcate a nord erano progredite rapidamente. Con un secondo attacco dal cielo e una violenta spinta, i soldati americani sfondarono le posizioni nipponiche a Rosario ed entrarono a Manila il 10 febbraio 1945, cacciandone definitivamente i giapponesi il 23;
Il 16 febbraio era attaccata con contigenti aviotrasportati la famosa isola di Corregidor, ove si svolse una feroce battaglia fino al 30 che provocò oltre 6 000 morti tra i giapponesi che la difendevano; poco dopo i reparti nipponici a Bataan si arresero. Con gli sbarchi compiuti poi a Legaspi e altri attacchi anfibi, solo la parte nordorientale di Luzon rimaneva nelle mani di 170 000 soldati imperiali.

## Le ultime operazioni
La battaglia per Leyte si trascinò violentemente fino alla fine di dicembre, quando le ultime resistenze giapponesi furono annientate. All'inizio di gennaio del 1945 gli americani sbarcavano nel golfo di Lingayen, liberando Manila il mese successivo a prezzo di sanguinosi combattimenti; due settimane dopo anche Corregidor e la penisola di Bataan venivano conquistate.
Sebbene le grandi città e le zone strategiche fossero nelle loro mani, gli americani decisero di proseguire nel riconquistare le restanti isole: tra febbraio e marzo Palawan e Zamboanga venivano liberate, mentre Mindanao insorgeva e costringeva i giapponesi in pochi centri costieri, poi presi dagli statunitensi. A metà del mese anche la zona nord-orientale di Luzòn, che aveva resistito allo sbarco di gennaio, fu teatro di uno sfondamento americano: le truppe giapponesi, a corto di ogni risorsa, materiale e rifornimento, si rifugiarono nel nord, dove la fame, le malattie ed episodi di cannibalismo provocarono migliaia di morti. A seguito di altri sbarchi, il generale MacArthur annunciò il 5 luglio che la campagna delle Filippine era terminata, ma scaramucce e piccoli scontri continuarono fino alla resa e anche oltre.